# Орашу Ноу-Виј (Сату Маре)
Орашу Ноу-Виј (рум. Orașu Nou-Vii) насеље је у Румунији у округу Сату Маре у општини Орашу Ноу. Oпштина се налази на надморској висини од 144 m.

## Становништво
Према подацима из 2002. године у насељу је живело 450 становника.

### Попис2002.
| Расподела становништва по националности 2002.‍ | Расподела становништва по националности 2002.‍ | Расподела становништва по националности 2002.‍ | Расподела становништва по националности 2002.‍ | Расподела становништва по националности 2002.‍ |
| --------------------------------------------- | --------------------------------------------- | --------------------------------------------- | --------------------------------------------- | --------------------------------------------- |
|                                               |                                               |                                               |                                               |                                               |
| Румуни                                        | Румуни                                        |                                               | 409                                           | 90,9%                                         |
| Мађари                                        | Мађари                                        |                                               | 41                                            | 9,1%                                          |